# Liste des codes pays du CIO
Le Comité international olympique (CIO) compte 206[Quand ?] comités nationaux olympiques (CNO) . Un code à trois lettres correspond à chaque comité national. Il est également utilisé par les athlètes dans les épreuves sportives.

## Histoire
Ces codes sont utilisés pour la première fois, de manière non officielle, dans le programme quotidien des Jeux olympiques d'été de 1952 à Helsinki. Ce ne sont pas toujours des codes à trois lettres (on en trouve à quatre comme USSR ou CHIN, ou à deux comme SF pour la Finlande, ou avec des traits d'union comme G-B ou T-S). Cet usage ne devient systématique que lors des Jeux de Rome en 1960 où les codes emploient les trois premières lettres du nom en français ou en italien (GIA pour Japon), mais ce n'est qu'avec les Jeux de Montréal de 1976, que les codes sont normalisés.

## Listes des codes pays duCIO/CIP

### Pseudo-codes
En complément des « codes pays » (ceux des comités nationaux olympiques) des « pseudo-codes-pays » sont créés.
Ces pseudo-codes définissent des groupes :
- athlètes ne pouvant appartenir à un groupe national ;
- athlètes appartenant à un groupe national banni mais étant reconnus comme individus hors ce bannissement.

Tout comme des fédérations internationales telles World Aquatics (natation ; ex-FINA), World Athletics (athlétisme ; ex-IAAF), les CIO /  CIP accueillent des athlètes hors fédération. Pour les CIO /  CIP, les « pseudo-codes-pays » sont ainsi définis :
| Pseudo-code CIO / CIP | Drapeau associé                                                                    | Date | Dénomination                                                | Signification |
| --------------------- | ---------------------------------------------------------------------------------- | --- | ----------------------------------------------------------- | --- |
| AIN                   | Drapeau de l'équipe olympique des athlètes individuels neutres aux Jeux olympiques | 2024 | Athlète individuel neutre (Individual Neutral Athlete)      | athlète possédant un passeport russe ou biélorusse, ne soutenant pas activement la guerre russo-ukrainienne (de fév. 2022) et n'étant sous contrat avec l'armée russe ou biélorusse ou avec des agences de sécurité nationales. |
| COR                   | Drapeau : Corée unifiée                                                            | ??? | Corée unifiée                                               | à développer def. COR |
| EOR                   | Drapeau olympique                                                                  | 2020 – | Équipe olympique des réfugiés                               | à développer def. EOR |
| EUN                   | Drapeau olympique                                                                  | 1992 – 1992 (jeux d'hiver et jeux d'été ; jeux olympiques et jeux paralympiques)                                                      | Équipe unifiée aux Jeux olympiques                          | à développer def. EUN |
| OAR                   | Drapeau : Athlètes olympiques de Russie                                            | 2018 | Olympic Athlete from Russia (Athlètes olympiques de Russie) | à développer def. OAR |
| ROC                   | Drapeau de l'équipe olympique ROC aux Jeux olympiques                              | 2020 – 2022 (du 17 décembre 2020 au 16 décembre 2022 donc effectif pour les JO d'été Tokyo – 2021 – , et les JO d'hiver Pékin – 2022) | Russian Olympic Committee (Comité olympique de Russie)      | . |
| ROT                   | Drapeau de l'équipe olympique des réfugiés aux Jeux olympiques                     | 2016 – 2020 | Refugee Olympic Team (Équipe olympique des réfugiés)        | à développer def. ROT |

Un code pays ISO 3166-1 alpha-3 n'existe pas pour ces pseudo-codes. Par définition de pseudo-code, une nation n'y est pas associée.

### Codes pays
La liste suivante donne les codes avec les dénominations utilisées par le CIO. Les dénominations utilisées par le CIO sont précisées lorsqu’elles diffèrent de la dénomination utilisée sur Wikipédia. Les codes ISO 3166-1 alpha-3 correspondants sont également indiqués ; ils sont en gras lorsqu'ils sont différents.
Pour un total de deux cent onze codes en usage, listés ci-dessous.
| Code CIO | Drapeau/pays                                                | ISO 3166-1 alpha-3 |
| -------- | ----------------------------------------------------------- | ------------------ |
| AFG      | Afghanistan (2013-)                                         | AFG                |
| ALB      | Albanie                                                     | ALB                |
| ALG      | Algérie (1968–)                                             | DZA                |
| AND      | Andorre                                                     | AND                |
| ANG      | Angola                                                      | AGO                |
| ANT      | Antigua-et-Barbuda                                          | ATG                |
| ARG      | Argentine (1952–)                                           | ARG                |
| ARM      | Arménie                                                     | ARM                |
| ARU      | Aruba                                                       | ABW                |
| ASA      | Samoa américaines                                           | ASM                |
| AUS      | Australie (1952–)                                           | AUS                |
| AUT      | Autriche (1952–)                                            | AUT                |
| AZE      | Azerbaïdjan                                                 | AZE                |
| BAH      | Bahamas                                                     | BHS                |
| BAN      | Bangladesh                                                  | BGD                |
| BAR      | Barbade (1968–)                                             | BRB                |
| BDI      | Burundi                                                     | BDI                |
| BEL      | Belgique (1952–)                                            | BEL                |
| BEN      | Bénin (1984–)                                               | BEN                |
| BER      | Bermudes                                                    | BMU                |
| BHU      | Bhoutan                                                     | BTN                |
| BIH      | Bosnie-Herzégovine                                          | BIH                |
| BIZ      | Belize (1976–)                                              | BLZ                |
| BLR      | Biélorussie (1996–)                                         | BLR                |
| BOL      | Bolivie                                                     | BOL                |
| BOT      | Botswana                                                    | BWA                |
| BRA      | Brésil                                                      | BRA                |
| BRN      | Bahreïn                                                     | BHR                |
| BRU      | Brunei                                                      | BRN                |
| BUL      | Bulgarie                                                    | BGR                |
| BUR      | Burkina Faso                                                | BFA                |
| CAF      | République centrafricaine                                   | CAF                |
| CAM      | Cambodge                                                    | KHM                |
| CAN      | Canada                                                      | CAN                |
| CAY      | Îles Caïmans                                                | CYM                |
| CGO      | République du Congo                                         | COG                |
| CHA      | Tchad                                                       | TCD                |
| CHI      | Chili                                                       | CHL                |
| CHN      | Chine, République populaire de                              | CHN                |
| CIV      | Côte d'Ivoire                                               | CIV                |
| CMR      | Cameroun                                                    | CMR                |
| COD      | République démocratique du Congo                            | COD                |
| COK      | Îles Cook                                                   | COK                |
| COL      | Colombie                                                    | COL                |
| COM      | Comores                                                     | COM                |
| COR      | Corée unifiée                                               | COR                |
| CPV      | Cap-Vert                                                    | CPV                |
| CRC      | Costa Rica                                                  | CRI                |
| CRO      | Croatie                                                     | HRV                |
| CUB      | Cuba                                                        | CUB                |
| CYP      | Chypre                                                      | CYP                |
| CZE      | Tchéquie                                                    | CZE                |
| DEN      | Danemark                                                    | DNK                |
| DJI      | Djibouti                                                    | DJI                |
| DMA      | Dominique                                                   | DMA                |
| DOM      | République dominicaine                                      | DOM                |
| ECU      | Équateur                                                    | ECU                |
| EGY      | Égypte                                                      | EGY                |
| ERI      | Érythrée                                                    | ERI                |
| ESA      | Salvador                                                    | SLV                |
| ESP      | Espagne                                                     | ESP                |
| EST      | Estonie                                                     | EST                |
| ETH      | Éthiopie                                                    | ETH                |
| FIJ      | Fidji                                                       | FJI                |
| FIN      | Finlande                                                    | FIN                |
| FRA      | France                                                      | FRA                |
| FSM      | États fédérés de Micronésie                                 | FSM                |
| GAB      | Gabon                                                       | GAB                |
| GAM      | Gambie                                                      | GMB                |
| GBR      | Grande-Bretagne                                             | GBR                |
| GBS      | Guinée-Bissau                                               | GNB                |
| GEO      | Géorgie                                                     | GEO                |
| GEQ      | Guinée équatoriale                                          | GNQ                |
| GER      | Allemagne                                                   | DEU                |
| GHA      | Ghana                                                       | GHA                |
| GRE      | Grèce                                                       | GRC                |
| GRN      | Grenade                                                     | GRD                |
| GUA      | Guatemala                                                   | GTM                |
| GUI      | Guinée                                                      | GIN                |
| GUM      | Guam                                                        | GUM                |
| GUY      | Guyana                                                      | GUY                |
| HAI      | Haïti                                                       | HTI                |
| HKG      | Hong Kong                                                   | HKG                |
| HON      | Honduras                                                    | HND                |
| HUN      | Hongrie                                                     | HUN                |
| INA      | Indonésie                                                   | IDN                |
| IND      | Inde                                                        | IND                |
| IRI      | Iran                                                        | IRN                |
| IRL      | Irlande                                                     | IRL                |
| IRQ      | Irak                                                        | IRQ                |
| ISL      | Islande                                                     | ISL                |
| ISR      | Israël                                                      | ISR                |
| ISV      | Îles Vierges des États-Unis                                 | VIR                |
| ITA      | Italie                                                      | ITA                |
| IVB      | Îles Vierges britanniques                                   | VGB                |
| JAM      | Jamaïque                                                    | JAM                |
| JOR      | Jordanie                                                    | JOR                |
| JPN      | Japon                                                       | JPN                |
| KAZ      | Kazakhstan                                                  | KAZ                |
| KEN      | Kenya                                                       | KEN                |
| KGZ      | Kirghizistan                                                | KGZ                |
| KIR      | Kiribati                                                    | KIR                |
| KOS      | Kosovo                                                      | – n. d. –          |
| KOR      | Corée du Sud                                                | KOR                |
| KSA      | Arabie saoudite                                             | SAU                |
| KUW      | Koweït                                                      | KWT                |
| LAO      | Laos (République démocratique populaire lao)                | LAO                |
| LAT      | Lettonie                                                    | LVA                |
| LBA      | Libye                                                       | LBY                |
| LBN      | Liban                                                       | LBN                |
| LBR      | Liberia                                                     | LBR                |
| LCA      | Sainte-Lucie                                                | LCA                |
| LES      | Lesotho                                                     | LSO                |
| LIE      | Liechtenstein                                               | LIE                |
| LTU      | Lituanie                                                    | LTU                |
| LUX      | Luxembourg                                                  | LUX                |
| MAD      | Madagascar                                                  | MDG                |
| MAR      | Maroc                                                       | MAR                |
| MAS      | Malaisie                                                    | MYS                |
| MAW      | Malawi                                                      | MWI                |
| MDA      | Moldavie                                                    | MDA                |
| MDV      | Maldives                                                    | MDV                |
| MEX      | Mexique                                                     | MEX                |
| MGL      | Mongolie                                                    | MNG                |
| MHL      | Îles Marshall                                               | MHL                |
| MKD      | Macédoine du Nord                                           | MKD                |
| MLI      | Mali                                                        | MLI                |
| MLT      | Malte                                                       | MLT                |
| MNE      | Monténégro                                                  | MNE                |
| MON      | Monaco                                                      | MCO                |
| MOZ      | Mozambique                                                  | MOZ                |
| MRI      | Maurice                                                     | MUS                |
| MTN      | Mauritanie                                                  | MRT                |
| MYA      | Birmanie (Myanmar)                                          | MMR                |
| NAM      | Namibie                                                     | NAM                |
| NCA      | Nicaragua                                                   | NIC                |
| NED      | Pays-Bas                                                    | NLD                |
| NEP      | Népal                                                       | NPL                |
| NGR      | Nigeria                                                     | NGA                |
| NIG      | Niger                                                       | NER                |
| NOR      | Norvège                                                     | NOR                |
| NRU      | Nauru                                                       | NRU                |
| NZL      | Nouvelle-Zélande                                            | NZL                |
| OAR      | Athlètes olympiques de Russie (Olympic Athlete from Russia) | – n. d. –          |
| OMA      | Oman                                                        | OMN                |
| PAK      | Pakistan                                                    | PAK                |
| PAN      | Panama                                                      | PAN                |
| PAR      | Paraguay                                                    | PRY                |
| PER      | Pérou                                                       | PER                |
| PHI      | Philippines                                                 | PHL                |
| PLE      | Palestine                                                   | PSE                |
| PLW      | Palaos                                                      | PLW                |
| PNG      | Papouasie-Nouvelle-Guinée                                   | PNG                |
| POL      | Pologne                                                     | POL                |
| POR      | Portugal                                                    | PRT                |
| PRK      | Corée du Nord (République populaire démocratique de Corée)  | PRK                |
| PUR      | Porto Rico                                                  | PRI                |
| QAT      | Qatar                                                       | QAT                |
| ROC      | Comité olympique de Russie                                  | – n. d. –          |
| ROT      | Équipe olympique des réfugiés (Refugee Olympic Team)        | – n. d. –          |
| ROU      | Roumanie                                                    | ROU                |
| RSA      | Afrique du Sud                                              | ZAF                |
| RUS      | Russie, Fédération de                                       | RUS                |
| RWA      | Rwanda                                                      | RWA                |
| SAM      | Samoa                                                       | WSM                |
| SEN      | Sénégal                                                     | SEN                |
| SEY      | Seychelles                                                  | SYC                |
| SGP      | Singapour                                                   | SGP                |
| SKN      | Saint-Christophe-et-Niévès (Saint-Kitts-et-Nevis)           | KNA                |
| SLE      | Sierra Leone                                                | SLE                |
| SLO      | Slovénie                                                    | SVN                |
| SMR      | Saint-Marin                                                 | SMR                |
| SOL      | Îles Salomon                                                | SLB                |
| SOM      | Somalie                                                     | SOM                |
| SRB      | Serbie                                                      | SRB                |
| SRI      | Sri Lanka                                                   | LKA                |
| SSD      | Soudan du Sud                                               | SSD                |
| STP      | Sao Tomé-et-Principe                                        | STP                |
| SUD      | Soudan                                                      | SDN                |
| SUI      | Suisse                                                      | CHE                |
| SUR      | Suriname                                                    | SUR                |
| SVK      | Slovaquie                                                   | SVK                |
| SWE      | Suède                                                       | SWE                |
| SWZ      | Eswatini/Swaziland                                          | SWZ                |
| SYR      | Syrie (République arabe syrienne)                           | SYR                |
| TAN      | Tanzanie, République unie de                                | TZA                |
| TGA      | Tonga                                                       | TON                |
| THA      | Thaïlande                                                   | THA                |
| TJK      | Tadjikistan                                                 | TJK                |
| TKM      | Turkménistan                                                | TKM                |
| TLS      | Timor oriental (Timor-Leste)                                | TLS                |
| TOG      | Togo                                                        | TGO                |
| TPE      | Taipei chinois                                              | TWN                |
| TTO      | Trinité-et-Tobago                                           | TTO                |
| TUN      | Tunisie                                                     | TUN                |
| TUR      | Turquie                                                     | TUR                |
| TUV      | Tuvalu                                                      | TUV                |
| UAE      | Émirats arabes unis                                         | ARE                |
| UGA      | Ouganda                                                     | UGA                |
| UKR      | Ukraine                                                     | UKR                |
| URU      | Uruguay                                                     | URY                |
| USA      | États-Unis                                                  | USA                |
| UZB      | Ouzbékistan                                                 | UZB                |
| VAN      | Vanuatu                                                     | VUT                |
| VEN      | Venezuela                                                   | VEN                |
| VIE      | Vietnam                                                     | VNM                |
| VIN      | Saint-Vincent-et-les-Grenadines                             | VCT                |
| YEM      | Yémen                                                       | YEM                |
| ZAM      | Zambie                                                      | ZMB                |
| ZIM      | Zimbabwe                                                    | ZWE                |

## Codes désuets
Ces codes sont utilisés pour désigner d’anciennes formations olympiques aujourd’hui disparues.
| Ancien code | Ancien comité membre                                                                                | Années                 |
| ----------- | --------------------------------------------------------------------------------------------------- | ---------------------- |
| AIA         | Anguilla                                                                                            |                        |
| ANZ         | Australasie                                                                                         | 1908-1912              |
| BOH         | Bohême                                                                                              | 1900-1912              |
| BWI         | Fédération des Indes occidentales                                                                   | 1958-1962              |
| EUA         | Équipe unifiée d'Allemagne (RFA et RDA)                                                             | 1956-1964              |
| EUN         | Équipe unifiée (de l'ex-URSS ou CEI)                                                                | 1992                   |
| FRG         | République fédérale d’Allemagne, avant la réunification (Allemagne de l'Ouest)                      | 1952, 1968-1988        |
| GDR         | République démocratique allemande (Allemagne de l’Est)                                              | 1952, 1968-1988        |
| IOA         | « Athlètes olympiques/paralympiques indépendants » (Independent olympic/paralympic athlete)         | 2000, 2012, 2014, 2016 |
| IOP         | « Participants olympiques/paralympiques indépendants » (Independent olympic/paralympic participant) | 1992                   |
| RHO         | Rhodésie                                                                                            | 1970–1979              |
| SCG         | Serbie-et-Monténégro                                                                                | 2004-2006              |
| TCH         | Tchécoslovaquie                                                                                     | 1920-1992              |
| RU1         | Empire russe                                                                                        | 1900-1912              |
| UAR         | République arabe unie                                                                               | 1960–1968              |
| URS         | Union des républiques socialistes soviétiques (URSS)                                                | 1924-1988              |
| YUG         | République fédérative socialiste de Yougoslavie                                                     | 1920-1988              |
| YUG         | République fédérale de Yougoslavie                                                                  | 1996-2002              |
| ZZX         | Équipe mixte aux Jeux olympiques (Mouvement olympique)                                              | 1896-1904              |

Deux codes sont encore utilisés par le Comité international paralympique car leur délégation est encore présente aux Jeux paralympiques.
| Ancien code | Ancien comité membre | Années |
| ----------- | -------------------- | ------ |
| FRO         | Îles Féroé           |        |
| MAC         | Macao                |        |

Les codes ci-dessous sont également historiques mais ils ne sont plus utilisés soit parce que le code a changé à la suite d'une nouvelle dénomination du pays, soit parce que le comité s’est intégré dans un autre.
| Ancien code | Ancien comité membre                                                                     | Années               |
| ----------- | ---------------------------------------------------------------------------------------- | -------------------- |
| AFR         | Afrique                                                                                  |                      |
| AGR         | Algérie                                                                                  | 1964                 |
| AHO         | Antilles néerlandaises                                                                   | 1952-2008            |
| AME         | Amériques                                                                                |                      |
| ARS         | Arabie saoudite                                                                          |                      |
| ASI         | Asie                                                                                     |                      |
| AUS         | Autriche                                                                                 | Jeux d’hiver de 1956 |
| AUT         | Australie                                                                                | Jeux d’hiver de 1956 |
| BAD         | Barbade                                                                                  | 1964                 |
| BIR         | Birmanie (avant Myanmar)                                                                 | 1948-1992            |
| BLS         | Bélarus                                                                                  |                      |
| BOS         | Bosnie-Herzégovine                                                                       |                      |
| BUR         | Birmanie                                                                                 |                      |
| CEY         | Ceylan (avant Sri Lanka)                                                                 | 1948–1972            |
| CIS         | Communauté des États indépendants                                                        |                      |
| CKN         | Congo-Kinshasa                                                                           |                      |
| COB         | Congo-Brazzaville                                                                        |                      |
| CSV         | Tchécoslovaquie                                                                          |                      |
| CUR         | Curaçao                                                                                  |                      |
| DAH         | Bénin (puis Bénin)                                                                       | 1968–1976            |
| DAY         | Bénin (avant Bénin)                                                                      | 1964                 |
| DMN         | Dominique                                                                                |                      |
| ENG         | Angleterre                                                                               |                      |
| EUR         | Europe                                                                                   |                      |
| GER         | Empire allemand                                                                          | 1896-1912            |
| GER         | Allemagne                                                                                | 1920-1932            |
| GER         | Allemagne                                                                                | 1936                 |
| GRE         | Grèce (ancien drapeau)                                                                   | 1896-1976            |
| HBR         | Honduras britannique (avant Belize)                                                      | 1968, 1972           |
| HEB         | Nouvelles-Hébrides (Condominium des, avant Vanuatu)                                      | 1907–1980            |
| HOL         | Pays-Bas                                                                                 | 1900-1988            |
| ICE         | Islande                                                                                  |                      |
| IHO         | Indes orientales néerlandaises (avant unification et indépendance totale de l’Indonésie) | 1952                 |
| IVC         | Côte d’Ivoire                                                                            |                      |
| JAP         | Japon                                                                                    |                      |
| KIT         | Royaume d’Italie                                                                         | 1896-1936            |
| KZK         | Kazakhstan                                                                               |                      |
| LIT         | Lituanie                                                                                 |                      |
| MAU         | Maurice                                                                                  |                      |
| MOL         | Moldavie                                                                                 |                      |
| MOR         | Maroc                                                                                    |                      |
| MSR         | Montserrat                                                                               |                      |
| ROC         | République de Chine (1912-1949) puis République de Chine (Taïwan)                        | 1932-1976            |
| SIN         | Singapour                                                                                | 1959-2016            |
| TRI         | Trinité-et-Tobago                                                                        | 1972-2012            |
| VOL         | Haute-Volta                                                                              | 1958-1984            |
| ZAI         | Zaïre                                                                                    | 1984-1996            |

## Codes de nations qui ne sont pas membres du CIO
Tous les autres codes sont dans la Catégorie:Modèle drapeau sans lien.
Les codes ISO 3166-2 alpha-3 correspondants sont également indiqués ; ils sont en italique seulement lorsqu'ils sont différents.
| Code Wikipédia | Nation qui n'est pas membre | ISO 3166-2 | Note                                           |
| -------------- | --------------------------- | ---------- | ---------------------------------------------- |
| SCO            | Écosse                      | SCT        | nation constitutive du Royaume-Uni             |
| NIR            | Irlande du Nord             | NIR        | nation ou province constitutive du Royaume-Uni |
| WAL            | Pays de Galles              | WLS        | nation constitutive du Royaume-Uni             |